# Карл Токо Екамби
Карл Токо Екамби (на френски: Karl Toko Ekambi) е камерунски футболист, нападател, който играе за саудитския Ал-Етифак.

## Кариера
Екамби е юноша на ФК Париж, за когото играе до 2014 г. След това преминава в тима от Лига 2 Сошо. Дебютира през сезон 2014/15 срещу Орлеан. От 2016 г. играе за Анже в Лига 1.

## Национален отбор

### Голове
| No | Дата             | Място                                   | Съперник | Голове | Резултат | Турнир                                          |
| -- | ---------------- | --------------------------------------- | -------- | ------ | -------- | ----------------------------------------------- |
| 1. | 3 септември 2016 | Лимбе Стейдиъм, Лимбе, Камерун          | Гамбия   | 2:0    | 2:0      | Квалификации за Купа на африканските нации 2017 |
| 2. | 28 март 2017     | Едмон Махтенс Стейдиъм, Брюксел, Белгия | Гвинея   | 1:1    | 1:2      | Приятелска среща                                |